# Тамаш Пели
Тамаш Кароли Пели (мађ. Péli Tamás; Будимпешта, 7. август 1948 — Будимпешта, 22. новембар 1994) био је ромски и мађарски сликар, писац, политичар и члан парламента.

## Биографија
Рођен је 1948. године у породици познатих музичара у Будимпешти. Његов отац је радио као златар, правећи накит, ланце и новчиће. Студирао је ликовну умјетност на Средњој стручној школи ликовних и примјењених умјетности и на Одсјеку за мурал Холандске краљевске академије лијепих умјетности. (Послије средње школе није примљен на факултет, ипак стицајем срећних околности одлази у умјетничку школу у Холандији. Примјетило га је неколико холандских умјетника и он је добио стипендију.) Био је упознат и са ремек-дјелима умјетности. Између 1970. и 1973. израдио је витраже са приказима старозавјетних и новозавјетних сцена за капелу болнице Светог Андреја у Амстердаму, као и слике, дрвене и металне скулптуре за Штедионицу за град Амстердам. Његова дисертација, смјештена у романичкој капели Амстердамског културног центра, освојила је прву награду на конкурсу за ликовну умјетност који је расписало Градско вијеће Амстердама. Његово најзначајније монументално дјело је пано на зиду Холандске краљевске академије лијепих умјетности, величине скоро 50 квадратних метара. На изложбама у Мађарској је присутан од 1976. до 1982. У Будимпештанској библиотеци Сабо Ервин налази се његов триптих величине 12 квадратних метара у част Фратра Јулијана, Шандора Керешија Чоме и Јањоша Череа Апатсаи. Урадио је велики мурал за град Тисадоб уручен је 24. септембра 1983. Ово дјело величине скоро 43 метра квадратна представља документарни сажетак историје Рома у Мађарској.
Поред сликарства, имао је и улогу у обликовању мађарског културног и политичког живота као писац и јавна личност. Често је цитирана његова мисао: Имам двије златне траке на челу. Једна сам ја као Ром, а друга сам ја као Мађар, и не желим да се одрекнем ниједног од њих. Први пут се кандидовао 1990. испред листе Мађарске социјалистичке партије, али није освојио мандат. Након што је 1992. преминуо Атила Нађ, позван је да замијени. На изборима 1994. поново је био кандидат Мађарске социјалистичке партије и овај пут је освојио мандат, али његов посланички рад није дуго трајао. Те године је изненада преминуо. Његова професионална биографија објављена је у албуму Ромског сликарства 2009, а његових девет уљаних слика изабрано је за Општу збирку Ромске куће. За почасног грађанина Ференцвароша проглашен је 2001.